# Odontocera septemtuberculata
Odontocera septemtuberculata là một loài bọ cánh cứng trong họ Cerambycidae.